# Ampul·la hepatopancreàtica
L'ampul·la hepatopancreática, o ampul·la de Vater, està formada per la unió del conducte pancreàtic i el colèdoc o conducte biliar comú. L'ampul·la fa protrusió al duodè formant la carúncula major o papil·la de Vater.
L'ampul·la de Vater és una fita important, a mig camí en la segona part del duodè, marcant la transició anatòmica de l'intestí anterior amb l'intestí mitjà (i per tant, el punt on el tronc celíac deixa d'irrigar l'intestí i l'artèria mesentèrica superior se'n fa càrrec). El nom és pel metge alemany Abraham Vater.